# Saint-Quentin-du-Dropt
Saint-Quentin-du-Dropt é uma comuna francesa na região administrativa da Nova Aquitânia, no departamento Lot-et-Garonne. Estende-se por uma área de 11,54 km². Em 2010 a comuna tinha 203 habitantes (densidade: 17,6 hab./km²).